# Acrocerilia tricolor
Acrocerilia tricolor är en stekelart som beskrevs av Donald L.J. Quicke och Ingram 1993. Acrocerilia tricolor ingår i släktet Acrocerilia och familjen bracksteklar. Inga underarter finns listade i Catalogue of Life.